# 위계 (일본)
위계(일본어: 位階 이카이[*])는 일본의 율령제에 근거한 정치행정제도로, 중국의 품계제를 받아들인 뒤 독자적으로 발달한 것이다.
위계는 603년(스이코 천황 11년)에 관위십이계의 제도를 정하고 관인들에게 관을 내린 것에서 비롯된다. 이 "관위" 제도는 그 후 몇 차례의 변천을 거쳐 701년(다이호 원년)의 다이호 법령 및 718년(요로 2년)의 요로령에 의해 "위계" 제도로 정비된다.  율령제의 위계는 친왕이 4계, 제왕(諸王)이 15계, 제신(諸臣)이 30계였으며 이는 메이지 유신까지 변하지 않았다. 위계는 공로에 따라서 승진이 있었고, 관직은 위계에 해당하는 관직에 오르는 것이 원칙이었다(관위상당제). 또한 원칙적으로 군공에 의해 주어진 훈등(일등 ~ 십이등)을 연동하여 "위계훈등"이라고 칭했다.
673년(덴무 천황 2년) 이후로는 신토의 신 및 신사에도 위계가 주어졌다. 더 훗날에는 신사에 대한 훈위의 수여도 진행되었다.
메이지 시대 초기에는 태정관제가 실시되어 많은 제도가 재편 정비되었다. 그 중 위계는 정일위에서 소초위까지의 18계로 간소화되었다(후에 구위가 더해져 20계가 됨). 그러나 1871년 9월 24일(메이지 4년 8월 10일)에 공포된 태정관포고 제200호에 따라 기존의 관위상당제는 폐지되고 새로이 15계로 구성된 "관등제"가 정해짐으로써 위계와 관직 제도 사이의 관계는 끊어졌다. 다만 위계가 아예 폐지된 것은 아니었기에 그 후에도 관리를 비롯한 여러 사람들에게 위계는 계속 주어졌다. 1875년 4월 10일 조서에 의해 훈등상패제(勲等賞牌制)라는 이름으로 훈장제도가 정해짐으로써 그때까지 위계가 담당하던 영전의 역할을 수행하게 되었다.
제2차 세계 대전 후 국가 사회 제도가 크게 변화되어 기존의 영전과 관료제도 개혁되었다. 1946년(쇼와 21년) 5월 3일 국무회의 결정에 따라 생존자에 대한 서위 및 서훈은 중단되었다. 그 뒤 1964년(쇼와 39년)에 생존자 서훈이 재개되었을 때도 생존자 서위는 재개되지 않았다.

## 율령제의 위계
|    | 친왕 （품위） | 제왕       | 제신       | 외위 |
| -- | ------------- | ---------- | ---------- | ---- |
| 1  | 일품          | 정일위     | 정일위     |      |
| 2  | 일품          | 종일위     | 종일위     |      |
| 3  | 이품          | 정이위     | 정이위     |      |
| 4  | 이품          | 종이위     | 종이위     |      |
| 5  | 삼품          | 정삼위     | 정삼위     |      |
| 6  | 삼품          | 종삼위     | 종삼위     |      |
| 7  | 사품          | 정사위상   | 정사위상   |      |
| 8  | 사품          | 정사위하   | 정사위하   |      |
| 9  |               | 종사위상   | 종사위상   |      |
| 10 | 종사위하      | 종사위하   |            |      |
| 11 | 정오위상      | 정오위상   | 외정오위상 |      |
| 12 | 정오위하      | 정오위하   | 외정오위하 |      |
| 13 | 종오위상      | 종오위상   | 외종오위상 |      |
| 14 | 종오위하      | 종오위하   | 외종오위상 |      |
| 15 |               | 정육위상   | 외정육위상 |      |
| 16 | 정육위하      | 외정육위하 |            |      |
| 17 | 종육위상      | 외종육위상 |            |      |
| 18 | 종육위하      | 외종육위하 |            |      |
| 19 | 정칠위상      | 외정칠위상 |            |      |
| 20 | 정칠위하      | 외정칠위하 |            |      |
| 21 | 종칠위상      | 외종칠위상 |            |      |
| 22 | 종칠위하      | 외종칠위하 |            |      |
| 23 | 정팔위상      | 외정팔위상 |            |      |
| 24 | 정팔위하      | 외정팔위하 |            |      |
| 25 | 종팔위상      | 외종팔위상 |            |      |
| 26 | 종팔위하      | 외종팔위하 |            |      |
| 27 | 대초위상      | 외대초위상 |            |      |
| 28 | 대초위하      | 외대초위하 |            |      |
| 29 | 소초위상      | 외소초위상 |            |      |
| 30 | 소초위하      | 외소초위하 |            |      |

### 음위제
음위제(일본어: 蔭位の制 온이노세이[*])는 고위직의 자손에게 일정 이상의 위계를 부여하는 제도로서, 조상 덕분에 서위를 받는 것이다. 한국의 음서제와 거의 같다. 요로율령에 따르면 자손이 21세가 되었을 때 서위를 받았다.
| 아비 및 할아비의 지위 위계 | 아들 및 손자가 받게 되는 위계                                       |
| -------------------------- | ------------------------------------------------------------------- |
| 친왕                       | 종사위하                                                            |
| 제왕                       | 종오위하                                                            |
| 오세왕                     | 적자 → 정육위상 / 서자 → 정육위하                                   |
| 정일위, 종일위             | 적자 → 종오위하 / 서자 → 정육위상 적손 → 정육위상 / 서손 → 정육위하 |
| 정이위, 종이위             | 적자 → 정육위하 / 서자 → 종육위상 적손 → 종육위상 / 서손 → 종육위하 |
| 정삼위, 종삼위             | 적자 → 종육위상 / 서자 → 종육위하 적손 → 정육위하 / 서손 → 정칠위상 |
| 정사위                     | 적자 → 정칠위하 / 庶子 → 종칠위상                                   |
| 종사위                     | 적자 → 종칠위상 / 서자 → 종칠위하                                   |
| 정오위                     | 적자 → 정팔위하 / 서자 → 종팔위상                                   |
| 종오위                     | 적자 → 종팔위상 / 서자 → 종팔위하                                   |

본레 위계는 능력에 따라 위계를 매기고 그 위계와 능력에 맞는 관직을 수여함으로써 관직의 세습을 막는 것을 큰 목표로 했다. 그러나 음위제가 마련되는 등 세습의 허락 조건을 처음부터 내포했으며, 헤이안 시대 초기만 되어도 벌써 인재 등용 제도로서의 위계는 유명무실해지고 일부 상류 귀족들의 세습적인 관직 독점을 허용하게 된다.

## 태정관제의 위계
| 서열 | 위계   |
| ---- | ------ |
| 1    | 정일위 |
| 2    | 종일위 |
| 3    | 정이위 |
| 4    | 종이위 |
| 5    | 정삼위 |
| 6    | 종삼위 |
| 7    | 정사위 |
| 8    | 종사위 |
| 9    | 정오위 |
| 10   | 종오위 |
| 11   | 정육위 |
| 12   | 종육위 |
| 13   | 정칠위 |
| 14   | 종칠위 |
| 15   | 정팔위 |
| 16   | 종팔위 |
| 17   | 정구위 |
| 18   | 종구위 |
| 19   | 대초위 |
| 20   | 소초위 |

## 서위조례 위계
| 서열 | 위계   |
| ---- | ------ |
| 1    | 정일위 |
| 2    | 종일위 |
| 3    | 정이위 |
| 4    | 종이위 |
| 5    | 정삼위 |
| 6    | 종삼위 |
| 7    | 정사위 |
| 8    | 종사위 |
| 9    | 정오위 |
| 10   | 종오위 |
| 11   | 정육위 |
| 12   | 종육위 |
| 13   | 정칠위 |
| 14   | 종칠위 |
| 15   | 정팔위 |
| 16   | 종팔위 |

## 현대 일본국 위계령의 제규정
- 위계는 정일위에서 종팔위까지의 16계(령 1조 1항).
- 일위는 친수(親授), 이위 이하 사위 이상은 칙수(勅授), 오위 이하는 주수(奏授)로 수여(령 1조 2항).
- 수위 대상자는 “국가에 훈공이 있고 또 표창할 실적이 있는 자” 및 “재관자 및 재직자”(령 2조).
- 전조에서 규정한 “국가에 훈공이 있고 또 표창할 실적이 있는 자” 및 “재관자 및 재직자”가 사망한 경우에는 특지로써 사망일을 거슬러 위를 추사할 수 있다(령 3조).
- “고인이지만 훈적이 현저한 자”는 특지로써 위를 내린다(령 4조).
- 유위자는 위계 상당의 예우를 받는다(령 5조).
- 유위자 예우를 받지 못하는 경우(령 6조)는 복권되지 못한 파산자, 공소가 제기되는 자, 금고 이상의 형을 선고받고 판결이 미확정인 자이다. 금치산자 및 준금치산자는 민법 개정에 의해 삭제되고 성년후견제도로 이행하였다.
- 유위자가 그 품위를 유지하지 못하거나 체면을 오욕하는 행실이 있을 경우 정상에 따라 그 예우를 정지 또는 금지하거나 위를 상실한다(령 7조).
- 유위자가 사형, 징역 또는 무기 또는 3년 이상의 금고에 처해진 경우 위를 상실한다(령 8조 1항).
- 유위자가 형 집행 유예의 상태일 때, 3년 이하의 금고에 처해지거나 징계재판 또는 처분으로 인하여 면관 또는 면직되었을 경우 정상에 따라 위를 상실한다.(령 8조 2항).
- 유위자가 일본 국적을 상실하면 위를 상실한다(령 9조). 또한 서훈과 달리 수위의 대상자는 일본 국민으로 한정된다.
- 유위자가 그 품위를 유지하지 못할 때는 위의 반납을 청원할 수 있다(령 12조).
- 위계령은 황족, 왕족 및 공족에게는 적용되지 않는다(령 13조)
- 위계를 사칭한 자는 구류 또는 과료에 처한다(경범죄법 1조 15호).